# Ganati
Ganati est un village de la commune de Mayo-Baléo situé dans la région de l'Adamaoua et le département du Faro-et-Déo, à proximité de la frontière avec le Nigeria.

## Population
En 1971, Ganati comptait 241 habitants, principalement Koutine (ou Pere).
Lors du recensement de 2005, le village comptait 557 personnes, 257 de sexe masculin et 300 de sexe féminin.

## Infrastructures sociales existantes
Le village contient une école coranique, une école publique et des puits à ciel ouvert.

## Agriculture et élevage du bétail
La quasi-totalité des villageois vivent de l'agriculture et de l'élevage du bétail. Les producteurs peuvent écouler leurs produits au marché local sur une base hebdomadaire.